# International Electrotechnical Commission
|  | Se også IEC for andre betydninger |
International Electrotechnical Commission (IEC) er et standardiseringsorgan, som beskæftiger sig med standarder for elektriske, elektroniske og relaterede teknologier. Mange af IECs standarder bliver udviklet i fællesskab med ISO.
IEC blev dannet i 1906 og har (2008) mere end 70 medlemmer. IEC's medlemmer er nationale standardiseringsorganer. Danmark er i IEC repræsenteret af Dansk Standard. IEC var oprindeligt placeret i London, men flyttede i 1948 til Genève.
IEC har været aktiv inden for standardisering af måleenheder, f.eks. gauss, hertz og weber. IEC var de første til at foreslå Giorgi-systemet som en standard for måleenheder. Dette system blev med tiden til SI-enhederne.
IEC har siden 1938 arbejdet med standardisering af sprogbrug inden for elektronik og relaterede emner og udgiver International Electrotechnical Vocabulary.
IEC-standarder er nummererede og har navne på formen IEC <nummer> <titel>, f.eks. IEC 60411 Graphical Symbols. 
Standarder udviklet sammen med ISO anvender ISO nummerering, f.eks. ISO/IEC 7498-1:1994 Open Systems Interconnection: Basic Reference Model.

## Medlemskab
Medlemsorganisationer omfatter bl.a.:
- Brasilien – Comitê Brasileiro de Eletricidade, Eletrônica, Iluminação e Telecomunicações (Cobei)
- Danmark – Dansk Standard
- Canada – Standards Council of Canada
- Frankrig – Union Technique de l'Électricité et de la Communication (UTE)
- Indien – Bureau of Indian Standards (BIS)
- Italien – Comitato Elettrotecnico Italiano
- Japan – Japanese Industrial Standards Committee
- Kina – Standardization Administration of China (SAC)
- Rusland – Federal Agency for Technical Regulation and Metrology (ГОСТ)
- Spanien – Comite Nacional Español de la CEI
- Tyskland – Deutsche Kommission Elektrotechnik Elektronik Informationstechnik im DIN & VDE (DKE)
- UK – British Standards Institution (BSI)
- USA – American National Standards Institute (ANSI)